# Religião na Argentina
Religiões na Argentina (2019)
O Artigo 14 da Constituição Argentina garante aos cidadãos a liberdade de professar livremente seu culto, enquanto o artigo 76 estabelece a obrigatoriedade do presidente e seu vice pertencerem à comunhão católica apostólica romana. Apesar da liberdade de culto assegurada pela carta, o Estado reconhece o caráter predominante da Igreja Católica, que conta com um status jurídico diferenciado em comparação com as demais religiões. Ademais, o artigo 2º da mesma constituição diz que o Estado Nacional  deve apoiar a religião Católica Apostólica Romana, religião essa que é legalmente equiparada a uma Entidade Não-estatal de Direito Público, segundo o Código Civil argentino. Este regime diferenciado não implica, no entanto, em elevar o catolicismo romano ao status de religião oficial da República.
Apesar da maioria dos argentinos se identificarem como católicos, a grande maioria não é praticante. De acordo com pesquisas recentes, apenas 17% dos argentinos frequentam serviços religiosos regularmente. De acordo com uma pesquisa lançada pelo Pew Research Center em 2019, apenas 37% dos argentinos consideram a religião algo muito importante na vida, e uma porcentagem similar considera que a religião tem pouca ou nenhuma influência em suas vidas, fazendo da Argentina um dos países menos religiosos da América Latina.

## Religião na Constituição Nacional Argentina
A Constituição Nacional Argentina atualmente vigente confere desde sua primeira redação em 1954 a liberdade de culto e o reconhecimento da religião como um direito descrito em seu preâmbulo e artigos dogmáticos.
Os artigos que referem-se aos assuntos religiosos são os seguintes:
- "Artigo 2º. O Governo Federal apoia o culto Católico Apostólico Romano"[4]

É uma das principais afirmações da Constituição, estabelece que o Estado apoia financeiramente a Religião Católica Apostólica Romana. No entanto, não obriga ninguém a ser católico. Por sua vez, o Artigo 14 lista os direitos dos habitantes argentinos, incluindo o de "conforme as leis que regulam o seu exercício [...] praticar livremente sua religião", o que significa que cada cidadão argentino tem o direito de expressar e seguir suas crenças. Note-se que o artigo estabelece que os direitos de livre culto devem ser regulados por leis, não podendo, portanto, contrariar os outros direitos e da Constituição. Finalmente, o Artigo 20 garante o direito de estrangeiros de exercer livremente o exercício da religião.

## Religiões

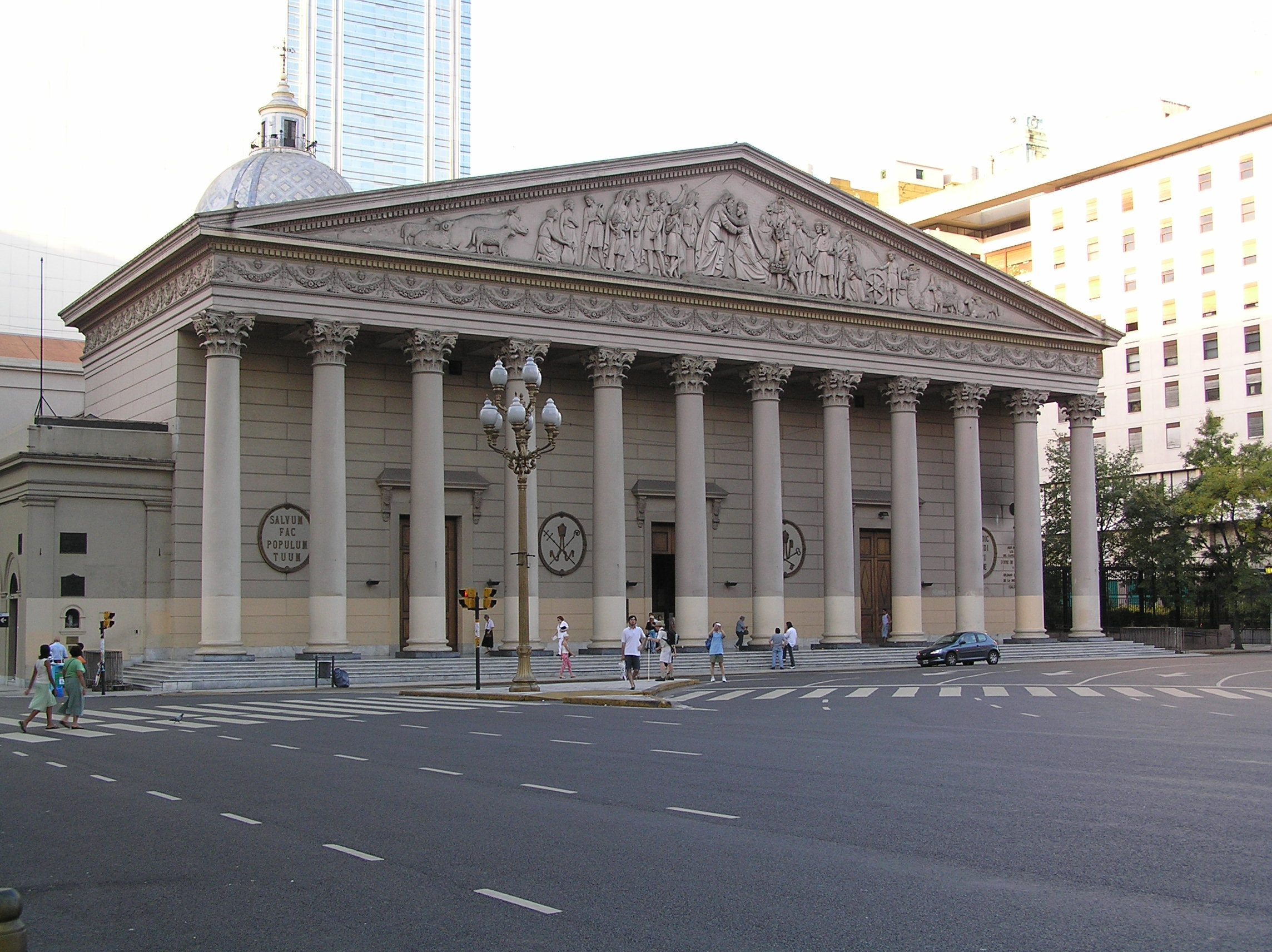
Catedral Metropolitana de Buenos Aires

Segundo estudos realizados pela Conferencia Episcopal Argentina, cerca de 88% dos argentinos foram batizados como católicos romanos, contudo, a porcentagem de habitantes que se consideram católicos romanos está entre 69% e 78%. Somente 23% dos autoproclamados católicos romanos assistem com frequência o culto católico.
Como em outras partes da América Latina, a Igreja Católica na Argentina desenvolveu fortes crenças e procissões em massa a respeito das aparações marianas como o caso da Virgem de Luján na Província de Buenos Aires; do Senhor e Virgem do Milagre na Província de Salta; da Virgem de Itatí, na Província de Corrientes e a Vigem del Valle, na Província de Catamarca.
A Igreja Evangélica e o Protestantismo contam com um grande crescimento no início do Século XXI, tendo alcançado a marca de 15 mil templos e 4,5 milhões de seguidores (equivalente a 12% da população nacional). A maioria dos fiéis protestantes assiste as congregações
O número de fiéis do Islamismo na Argentina é estimado entre 500 e 700 mil adeptos, o que representa cerca de 1,5% da população do país. Deste total, cerca de 160 mil vivem na capital Buenos Aires e arredores, existindo concentrações destacadas nas cidades de Córdoba, Mendoza, Tucumán, Rosario e Santiago del Estero.
Ainda, a Argentina conta com uma população judaica estimada entre 300 e 400 mil adeptos, aproximadamente 1% da população nacional, sendo que a maioria está concentrada na cidade de Buenos Aires e na Província de Entre Rios. Também existindo pequenas comunidades nas cidades de Mendoza, Rosario, Córdoba e Tucumán. Sendo que a Argentina conta com uma das maiores comunidades judaicas da América, atualmente a quarta maior fora de Israel.
Existem ainda outras minorias religiosas, sobre todas as diversas variantes do cristianismo, entre as que se pode mencionar os Testemunhas de Jeová, Mórmons e várias igrejas ortodoxas. Fora do Cristianismo destacam-se o Espiritismo e o Budismo. Do mesmo modo, existem membros da Sociedade Internacional para a Consciência de Krishna, mais conhecida como Hare Krishna, que segundo reportagem do jornal Clarín de 2001 conta com 3 mil seguidores no país; e, na última década, têm crescido o Neopaganismo europeu, em pequenas minorias, com vários grupos em capitais do país, devido a grande quantidade de descendentes europeus e europeus legítimos vivendo na Argentina.

### Atualidade

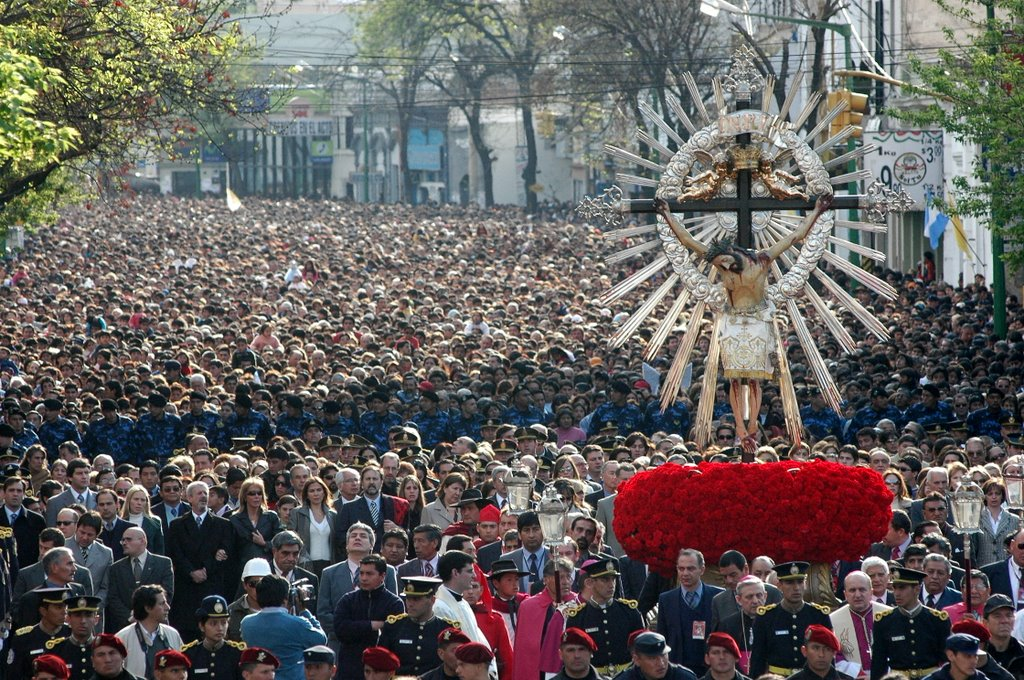
Culto na Cidade de Salta, uma das manifestações mais populares da Argentina; reunindo anualmente mais de 700.000 pessoas

Em 2008, o CONICET (Consejo Nacional de Investigaciones Científicas y Técnicas) realizou pesquisas em diversas regiões da Argentina, ouvindo 2.403 pessoas. A média das respostas a essa consulta passou a ser utilizada como referência para determinar as principais religiões do país, tendo como resultado:
- Catolicismo: 76,5%
- Indiferentes: 11,3%
- Protestantismo: 9%
- Testemunhas de Jeová: com 1,2%
- Mórmons: com 0,9%
- Outras religiões:  com 1,2%

O mesmo estudo determinou que 76% dos argentinos acreditam de alguma forma de divindade sem especificar.
Segundo uma pesquisa de 2017, 66% da população se declara católica,  21% agnóstica ou ateia, 10% evangélica e 3% seguem outras religiões
De acordo com um estudo realizado pelo Conicet em 2019, a porcentagem de Católicos caiu mais de 10% em 11 anos e passou a representar apenas 62,9 dos argentinos, os sem religião foram o grupo que mais cresceram, passando de 11,3% a 18,9% da população, os evangélicos representam 15,3% dos argentinos(13% pentecostais, 2% evangélicos tradicionais).
O mesmo estudo mostrou uma queda significativa na porcentagem de Argentinos que acreditam em Deus( de 91,1% a 81,9%) e Jesus Cristo( de 92% a 82.5%).